# Parque Geológico do Varvito
O Parque Geológico do Varvito é uma área exposta de rocha varvito na Bacia do Paraná.

## História
O Parque foi criado a partir do desativamento da Pedreira Itu, de onde eram extraídas lajes utilizadas para pavimentação de edifícios e calçadas da cidade de Itu, desde pelo menos o começo do século XVIII. Por sua importância científica, uma parte da área da pedreira foi tombada pelo Condephaat. O Varvito de Itu é considerado monumento geológico pelo CoMGeo-SP. Outros geossítios na mesma categoria são o carste e as cavernas do PETAR, Cratera de Colônia, Geiseritos de Anhembi, Pedra do Baú e Rocha Mountonnée de Salto.
O Parque foi criado devido à enorme importância dessa pedreira para a história geológica do Brasil e do município de Itu. O reconhecimento da laje de Itu como varvito se deve ao geólogo Othon Henry Leonardos, que em 1938, apesar do conhecimento de ocorrências parecidas no Sul do Brasil, considerou essa pedreira como a mais linda exposição de varvitos do país todo. A partir daquele ano, o local se tornou geologicamente famoso, recebendo a visita frequente de geólogos, cientistas, estudantes e até mesmo não acadêmicos que visitam o município turístico de Itu. 

## Importância para a comunidade
A criação de parques com ênfase na relevância cultural, científica e turística acompanha a tendência do crescimento da divulgação geológica sistemática e de uma maior inserção da geologia em comunidade locais e unidades de conservação. Esses parques abrigam um patrimônio de grande relevância, tanto regional/nacional como internacional, é entendido como algo a ser preservado devido ao seu valor intrínseco natural, tendo seu espaço físico como fragmentos da história da formação do planeta. 
No parque é possível compreender a periculosidade da formação geológica da região bem como o uso da rocha do varvito na elaboração do centro histórico do município. Outro entendimento importante é a respeito da questão climática da região, pois o parque é uma das maiores referências brasileiras sobre a variação do clima na terra, pois possui fortes evidências de ter sido no passado uma região periglacial. 

## Varvito

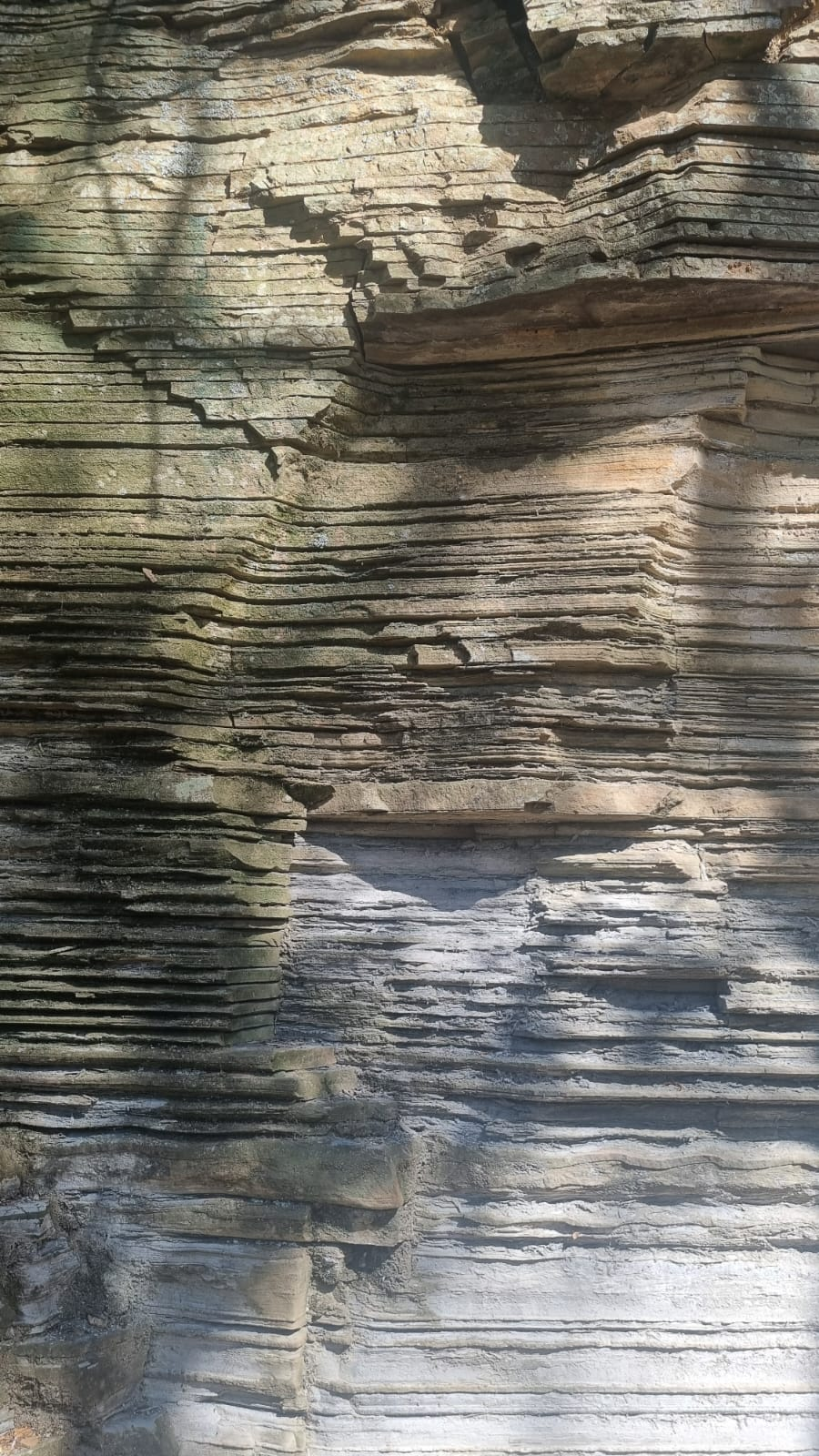
Paredão exibindo camadas de varvito.

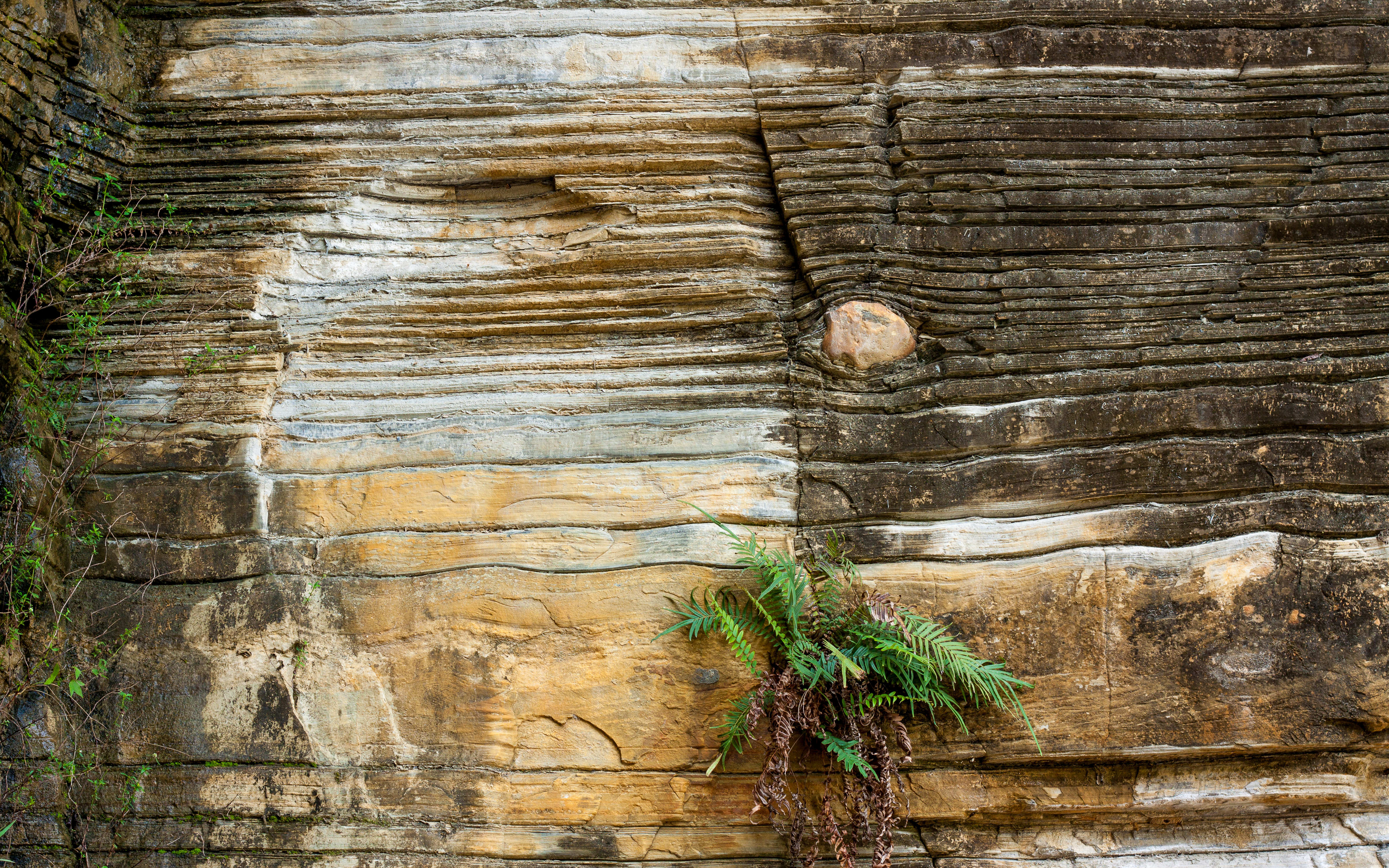
Regularidade das camadas com diferentes espessuras, mostrando anos de maior e menor depósito de sedimentos glaciais.

O varvito é uma rocha formada em corpos de água, como lagos de ambiente glacial, pela deposição rítmica de pares da lâminas claras, mais espessas, de silte e areia e lâminas escuras, mais delgadas, de argila e silte.
Estas rochas, pertencentes ao Grupo Itararé, da Bacia do Paraná, são um registo marcante da grande glaciação que ocorreu do Carbonífero inferior ao Permiano inferior, entre 360 e 270 milhões de anos, quando toda porção sul do antigo supercontinente Gondwana ficou coberta por espessas camadas de gelo, denominada de Glaciação Karoo.
Outra feição marcante no parque é a ocorrência de clastos caídos, visíveis nas camadas de varvito. Possuem tamanho e composição diversos e são originários do degelo dos icebergs que flutuavam sobre os lagos. Durante o degelo de verão, estes clastos acabavam sendo liberados do iceberg e afundavam no fundo do lago, deformando as camadas de varvito recém depositadas.